# Tadeusz Kulisiewicz
Tadeusz Kulisiewicz (Kalisz, 1899. november 13. – Varsó, 1988. augusztus 18.) lengyel rajzoló és grafikus, a varsói akadémia tanára.

## Életpályája
Pályája kezdetétől foglalkozott a rajzolással. 1923-tól a varsói Szépművészeti Akadémián Miłosz, Mieczysław Kotrabiński és Wladysław Skoczylas tanítványa volt. Első sikerét 1926-ban érte el, amikor még az Akadémia hallgatója volt, ugyanis meghívták a Ryt nevű grafikus-egyesület kiállítására.
1955-ben a berlini Szépművészeti Akadémia tagja lett.

## Emlékezete
- Varsó Kabaty negyedében utcát neveztek el róla.
- 1994 óta szülővárosában, Kaliszban művészeti központ (Centrum Rysunku i Grafiki im. Tadeusza Kulisiewicza) viseli a nevét.

## Díjai, elismerései
- 1928: első díj a Lengyel Grafika Tárlatán (Saloni Grafiki Polskiej) Varsóban
- 1929: első díj a krakkói grafikai kiállításon
- 1929: második díj a poznańi Országos Tárlaton (Poznaska Wystawa Krajowa)
- 1933: első díj a varsói Nemzetközi Fametszetkiállításon (Międzynarodowa Wystawa Drzeworytu)
- 1952: Állami díj, első fokozat.

## Főbb művei

### Fametszet- és rajzsorozatai
- Varsó 1945
- A forradalom és béke katonái
- A szabadság és demokrácia harcosai
- Utazás Kínában
- India
- Mexikó